# Bailkunti, Shorapur
Bailkunti là một làng thuộc tehsil Shorapur, huyện Gulbarga, bang Karnataka, Ấn Độ.